# Beatriz d'Este
Beatriz d'Este (em Italiano: Beatrice d'Este; 29 de junho de 1475 - 3 de janeiro de 1497), duquesa de Bari e, posteriormente, de Milão, foi a esposa do governante milanês Ludovico Sforza (conhecido como "Il Moro", ou o "O Mouro"). Foi uma das princesas mais belas e bem sucedidas da renascença italiana. Membro da família Este, era a filha mais nova de Hércules I d'Este e da princesa Leonor de Nápoles, e por isso era irmã de Isabel d'Este e Afonso I d'Este. Assim como a sua irmã, Beatriz era notável por seu excelente gosto na moda e por ter inventado novos estilos de vestimenta.

## Casamento
As famílias Este, de Ferrara, e Sforza, de Milão, sempre mantiveram uma relação amigável e, em 1480, para concretizar uma aliança, Ludovico Sforza formalmente pediu a Hércules d'Este a mão de sua filha em casamento. Ludovico, que então era duque de Bari e regente de João Galeácio Sforza, duque de Milão, havia originalmente pedido um noivado com Isabel, irmã mais velha de Beatriz, mas Hércules o ofereceu Beatriz, uma vez que Isabel já estava prometida a Francisco II Gonzaga. Il Moro não fez objeção ao novo arranjo e casou-se com Beatriz em janeiro de 1491.
As núpcias oficiais deveriam ter ocorrido em 1490, num casamento duplo unindo Beatriz a Ludovico e Isabel a Francisco simultaneamente, mas o duque de Bari adiou o evento mais de uma vez. Finalmente, após cerca de um ano, casaram-se numa dupla cerimônia Sforza-Este: Ludovico casou-se com Beatriz enquanto o irmão desta, Afonso d'Este, casou-se com Ana Sforza, irmã de João Galeácio Sforza. A cerimônia de casamento foi orquestrada por Leonardo da Vinci. 

## Vida e morte como duquesa consorte
Beatriz havia sido cuidadosamente educada e aproveitou sua posição de senhora de uma das mais esplêndidas cortes da Itália para conviver com homens de conhecimento, poetas e artistas, tais como Niccolò da Correggio, Bernardo Castiglione, Donato Bramante, Leonardo da Vinci e muitos outros.

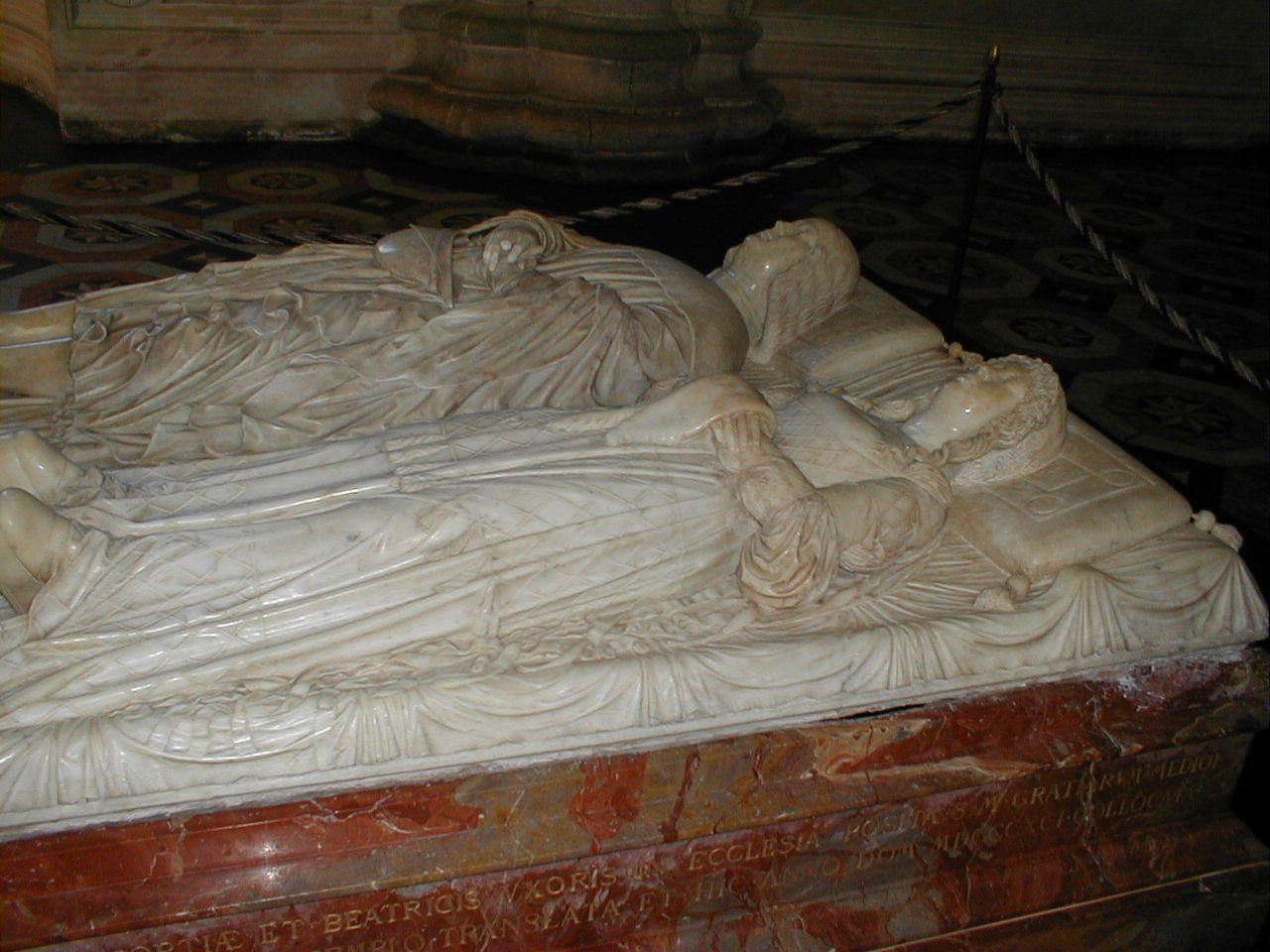
Túmulo de Ludovico "Il Moro" e Beatriz d'Este, por Cristoforo Scolari.

Em 1492, ela visitou Veneza como embaixatriz de seu marido em tramas políticas, o que consistia principalmente no desejo de ser reconhecido como duque de Milão. Com a morte de João Galeácio Sforza, a usurpação de Ludovico foi legalizada e, após a Batalha de Fornovo (1495), ele e a esposa participaram do congresso de paz de Vercelli entre Carlos VIII de França e os príncipes italianos, evento no qual Beatriz mostrou grande habilidade política.
Entretanto, sua brilhante carreira foi interrompida pela morte durante um parto em 3 de janeiro de 1497, aos 21 anos. Numa carta escrita horas após a sua morte, Ludovico informou seu cunhado Francisco Gonzaga, que sua esposa "devolveu seu espírito a Deus" meia hora após a meia-noite. O filho deles havia nascido às 23h e foi natimorto.

## Legado
Beatriz d'Este pertenceu à melhor classe de mulheres do renascimento e foi uma das influências culturais da época; em grande parte, o seu patrocínio e bom gosto são responsáveis pelo esplendor do Castello Sforzesco em Milão, a Certosa di Pavia e muitas outras edificações famosas da Lombardia. Seu túmulo está preservado na Certosa di Pavia, onde foi enterrada ao lado de seu marido, Ludovico Sforza.

## Descendência
Seus filhos com Ludovico Sforza:
- Maximiliano Sforza (25 de janeiro de 1493 – 4 de junho de1530), duque de Milão 1512–1515.
- Francesco II Sforza (4 de fevereiro de 1495 – 24 de outubro de 1535), duque de Milão 1521–1535.
- Filho natimorto (3 de janeiro de1497).

## Ritratto di dama
Beatriz d'Este é muito frequentemente confundida com a musa do quadro Rittrato di dama, pintado por Ambrogio de Predis e exposto na Pinacoteca Ambrosiana em Milão. Investigações feitas entre 2010 e 2013 por Martin Kemp, Pascal Cotte e um pesquisador alemão trouxeram à tona fortes evidências de que a verdadeira mulher do quadro é Anna Sforza. Um retrato em perfil historicamente confirmado de Beatriz d'Este pode ser encontrado no quadro Pala Sforzesca, de autor desconhecido. Outro documento autêntico da aparência de Beatriz d'Este é um busto feito por Giovanni Cristoforo Romano no começo da década de 1490.

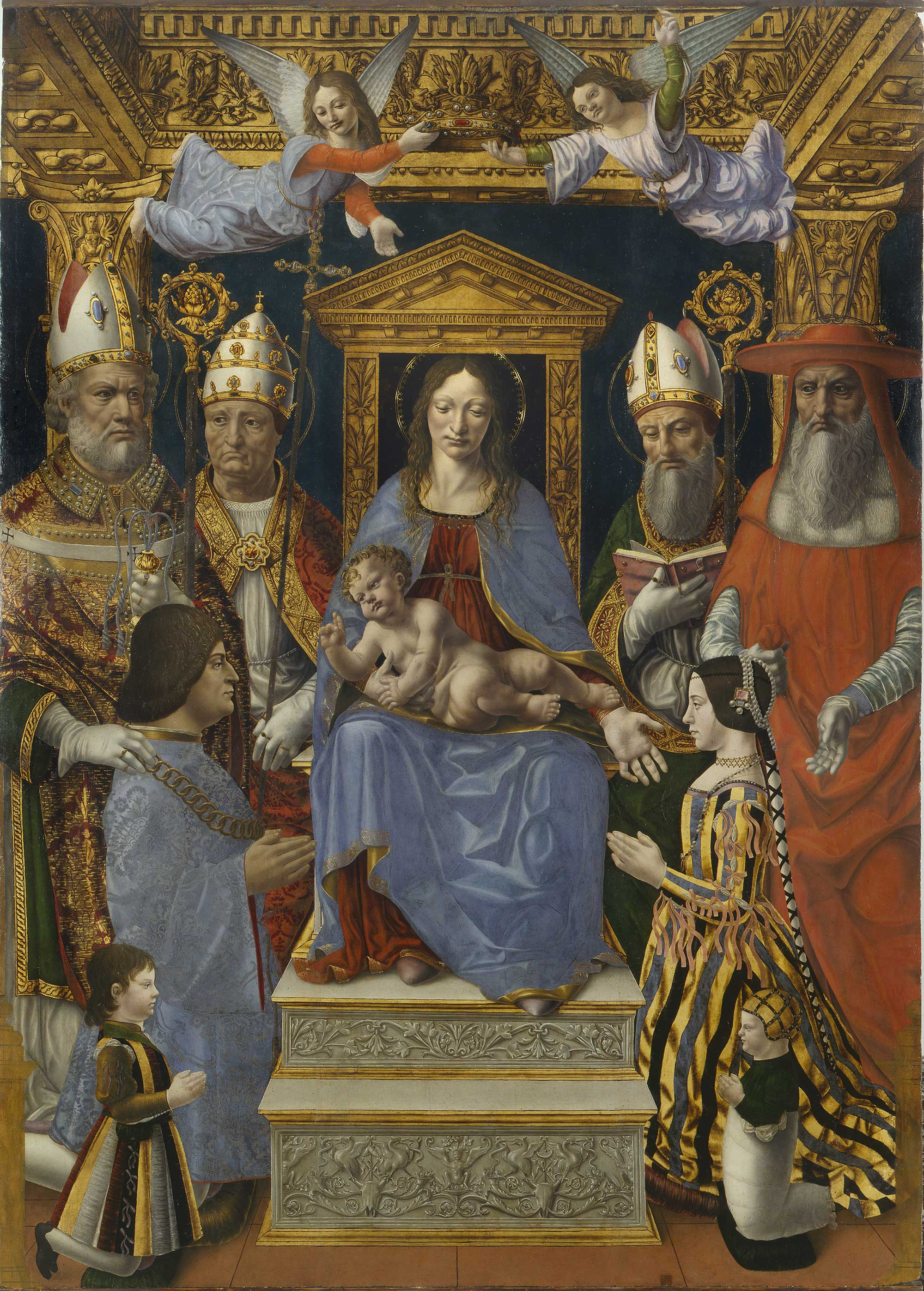
Pala Sforzesca (1494) com Beatriz d'Este, ajoelhada à direita.
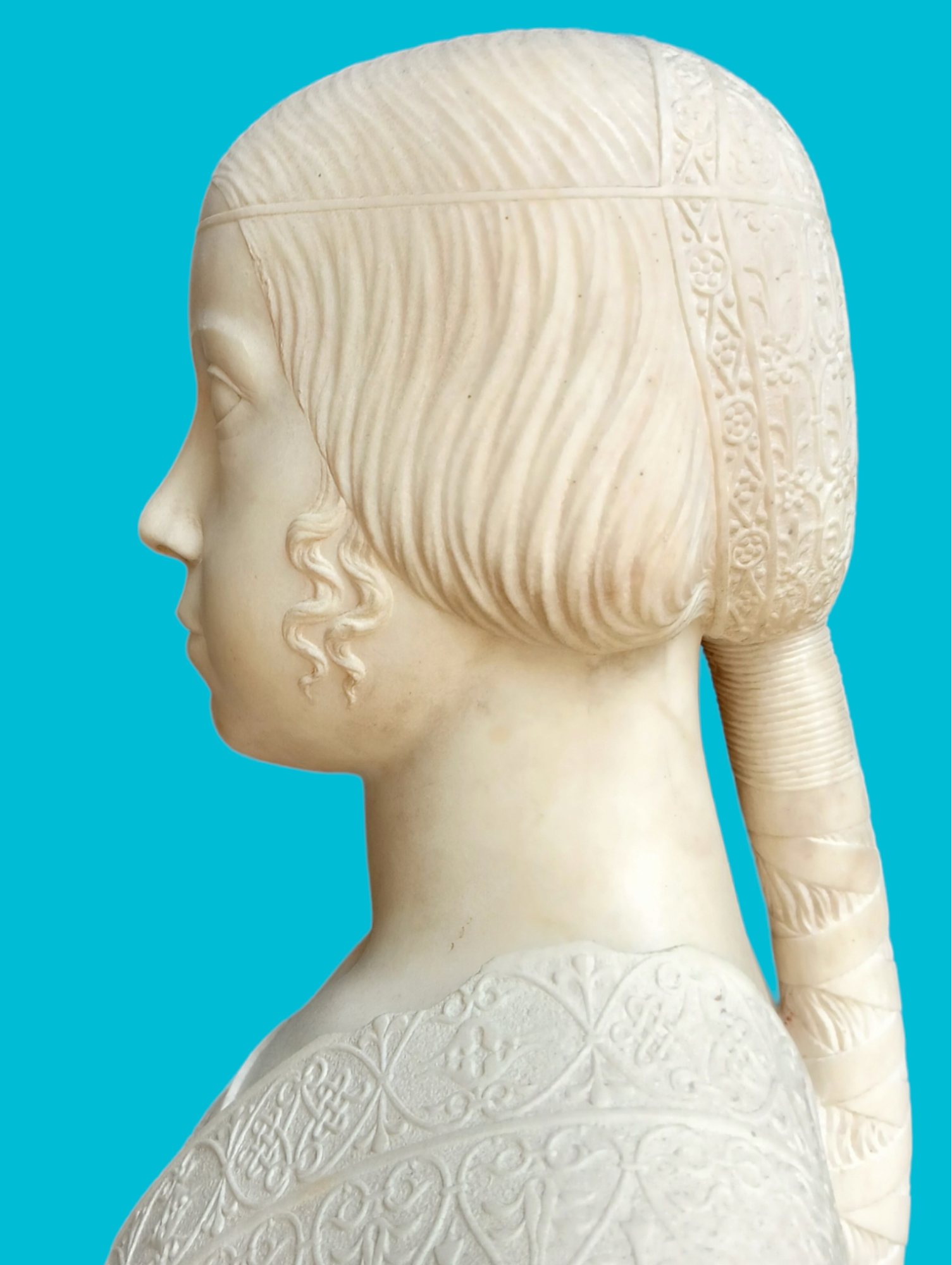
Busto da jovem Beatriz d'Este por Giovanni Cristoforo Romano, c. 1490.
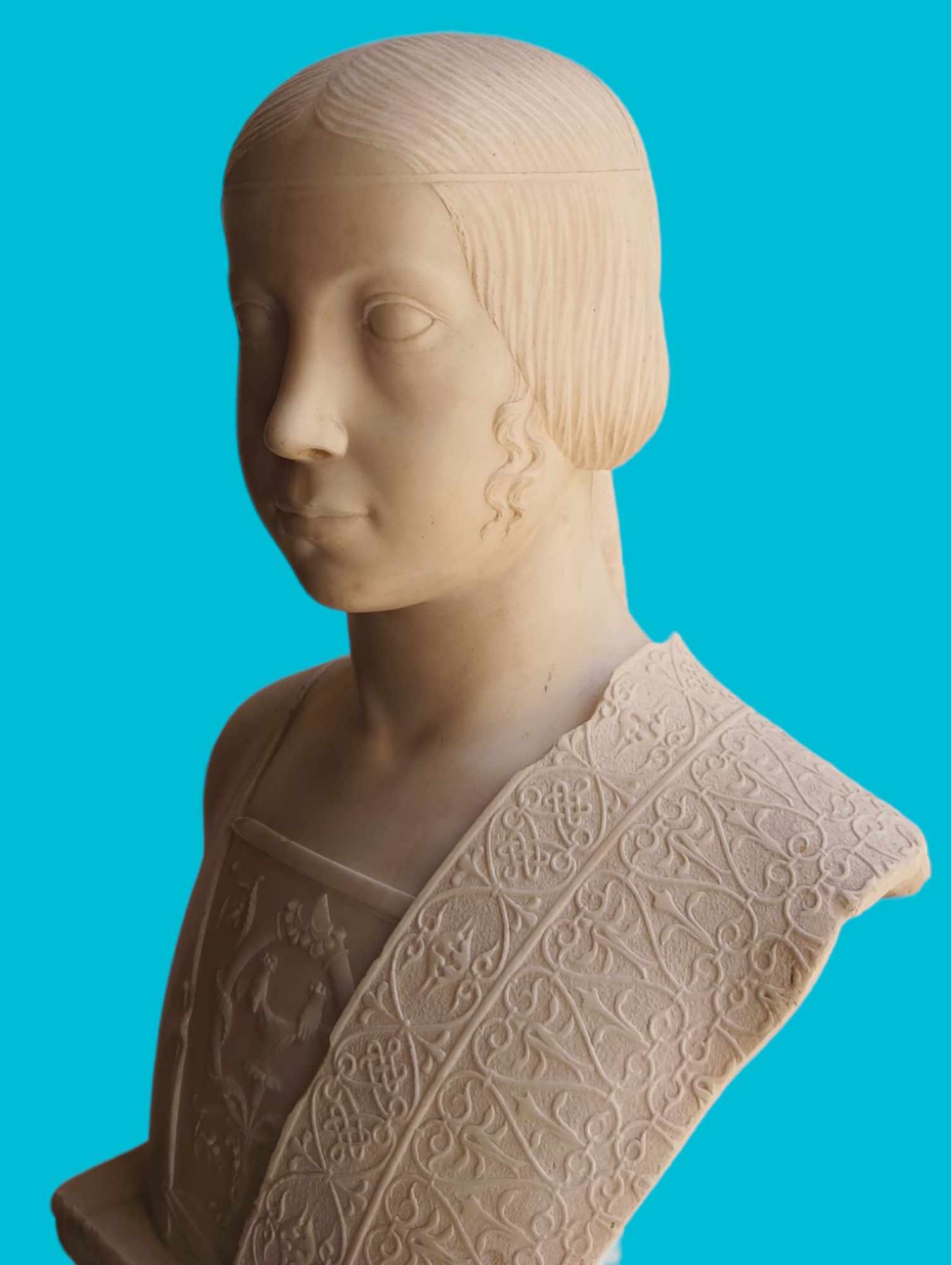